# Polyceratocarpus microtrichus
Polyceratocarpus microtrichus är en kirimojaväxtart som först beskrevs av Adolf Engler och Friedrich Ludwig Diels, och fick sitt nu gällande namn av Jean H.P.A. Ghesquière och François Pellegrin. Polyceratocarpus microtrichus ingår i släktet Polyceratocarpus och familjen kirimojaväxter. Inga underarter finns listade i Catalogue of Life.